# 灣流G550
灣流G550（英語：Gulfstream G550，GV-SP）是由灣流航太公司製造的雙發動商務噴射機，是繼承湾流V商務噴射機市場定位的後繼机种。燃油容量減少的版本稱為灣流G500。

## 发展
灣流G550公务机由灣流V公务机演变而来，所以一开始被命名为灣流V-SP。该机型于2003年推出，在原有的性能上做出了改善。例如减少了空气阻力，使航程增加到了12,500公里，在该级别的飞机中航程是最远的。G550的驾驶舱配备了四块Honeywell DU-1310 EFIS显示屏，灣流航太自己设计的导航控制系统和红外成像视觉辅助系统（EVS），可以使飞机在能见度差的情况下着陆更安全。和灣流 V型相比，该型号多了第七对窗户，右侧的流通阀从圆形改成方形。到2008年，灣流G550飞机已经生产了182架。灣流G550的主要竞争对手是龐巴迪环球快車和達索獵鷹7X。

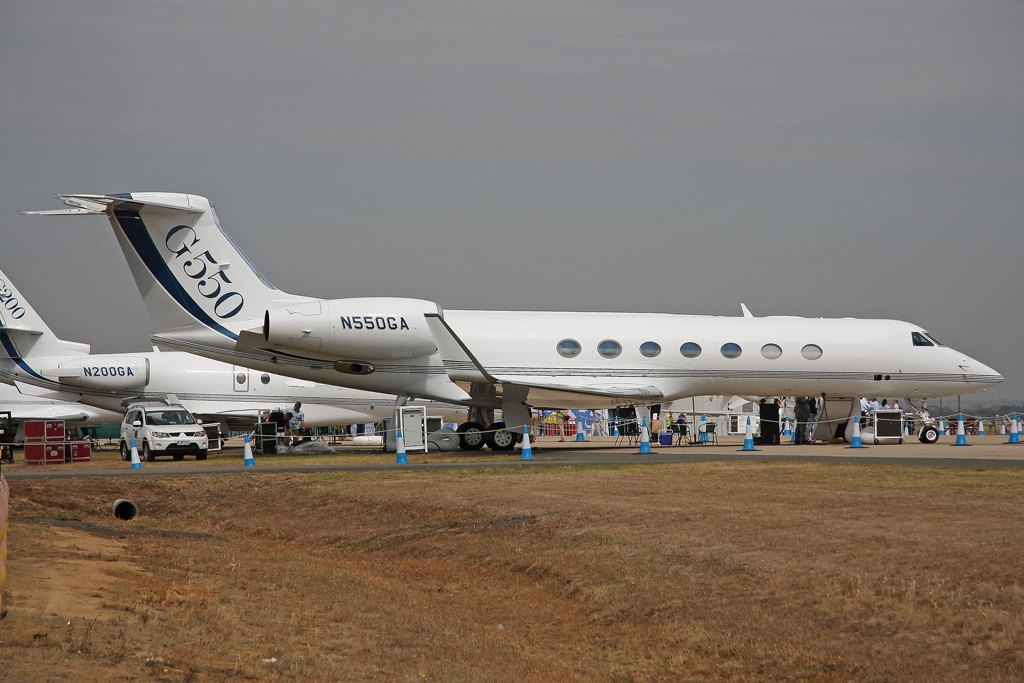
灣流G550

### 灣流G500
灣流G500是灣流G550的衍生机种，在2003年取得美国联邦航空管理局頒發的飞行许可证，2004年正式对外发布。G500其实就是G550的短航程版本，从外观上看没有区别，但是G550上的视觉辅助系统不再是标准配备。由于油箱较小，其最大航程约为10,700公里。G500公务机主要针对的是那些想要G550的可靠性，却对航程和内装配备没有高要求的客户。

## 设计
普通飞机的客舱增压系统能让舱内的气压保持在海拔2,400米的水平，而灣流G550公务机可以保持在海拔1,800米的水平，因此旅行会更舒适。

## 变种机型
- G550，前稱GV-SP。
- G500：小油箱，短航程版本。
- C-37B：美军使用的G550飞机。
- EA-37B（英语：EA-37B Compass Call）：先前稱為EC-37B，用於取代美國空軍的EC-130H羅盤呼叫（英语：Lockheed EC-130H Compass Call）電子戰飛機。
- EL/W-2085（英语：EL/W-2085）：以色列航太改裝的空中预警机，裝備於以色列空軍、義大利空軍、新加坡空軍。
- G500 SEMA：以色列空军的機載訊號情報（SIGINT）平台。
- MC-55A：澳洲皇家空軍的情報收集飛機。
- NC-37B：美國海軍的測距遙測飛機。

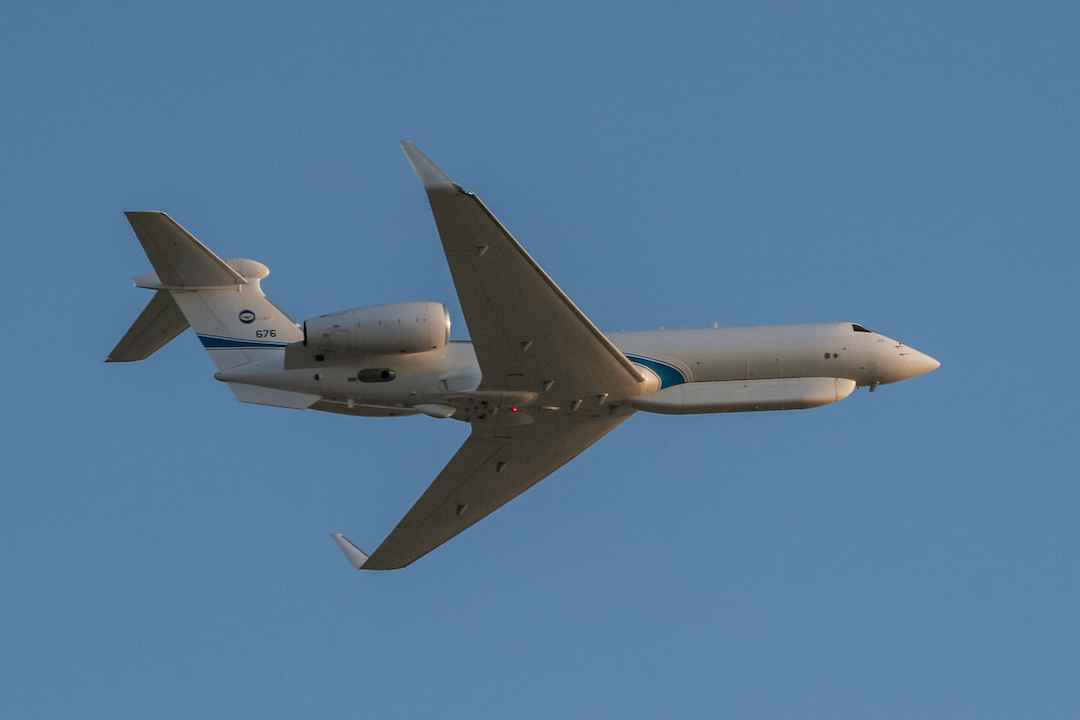
以色列空军的G500 SEMA
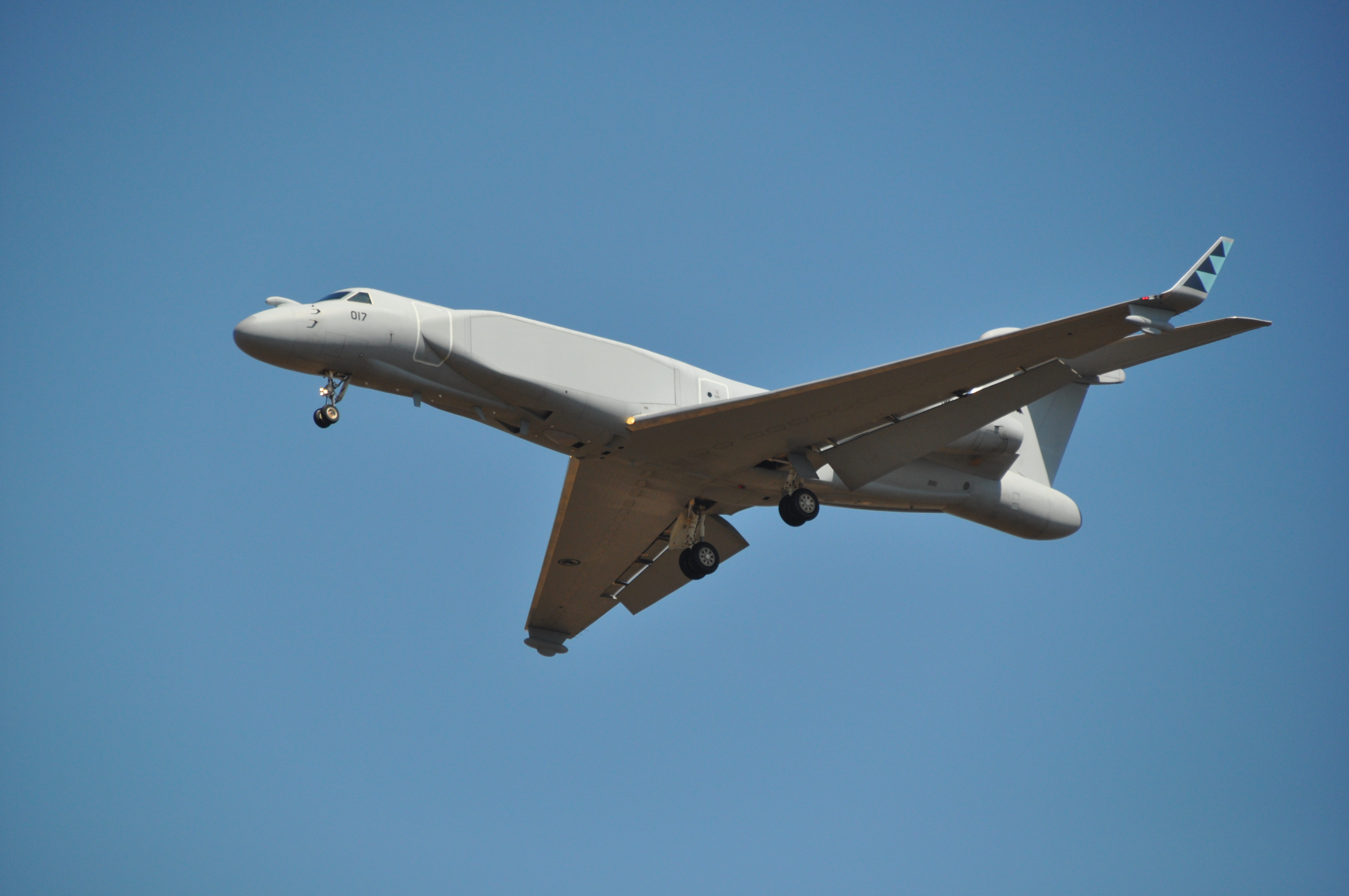
新加坡空军的EL/W-2085（英语：EL/W-2085）
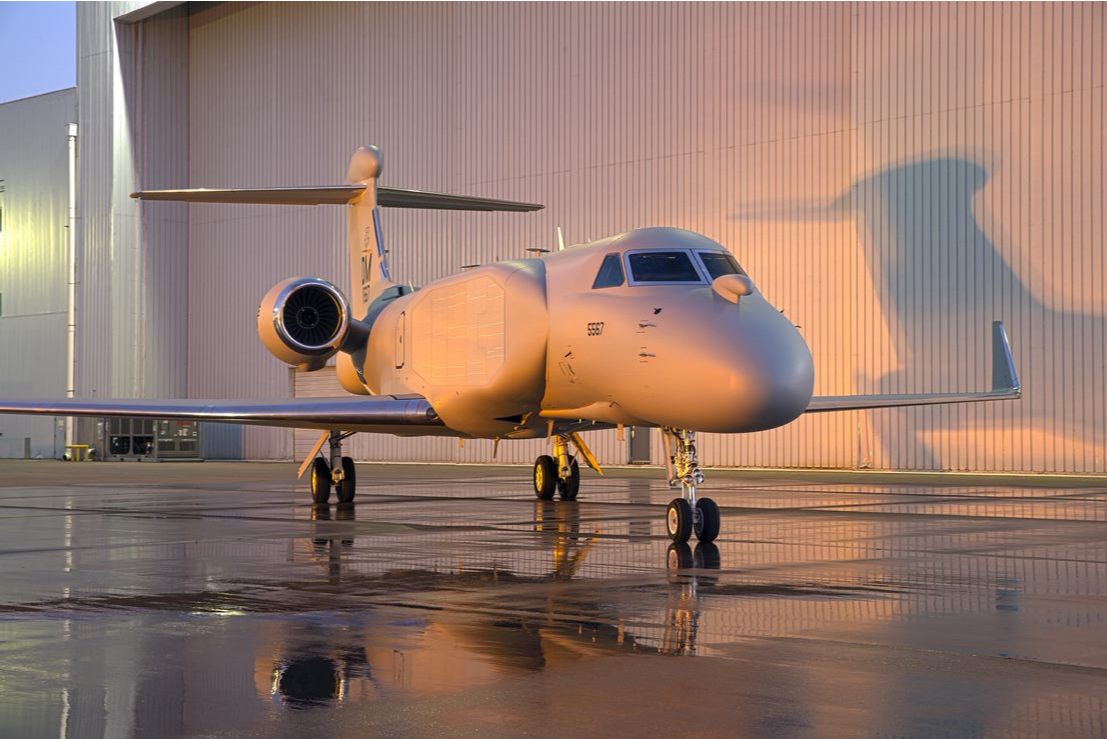
美國空軍的EA-37B（英语：EA-37B Compass Call）

## 所有/运营者

### 民用

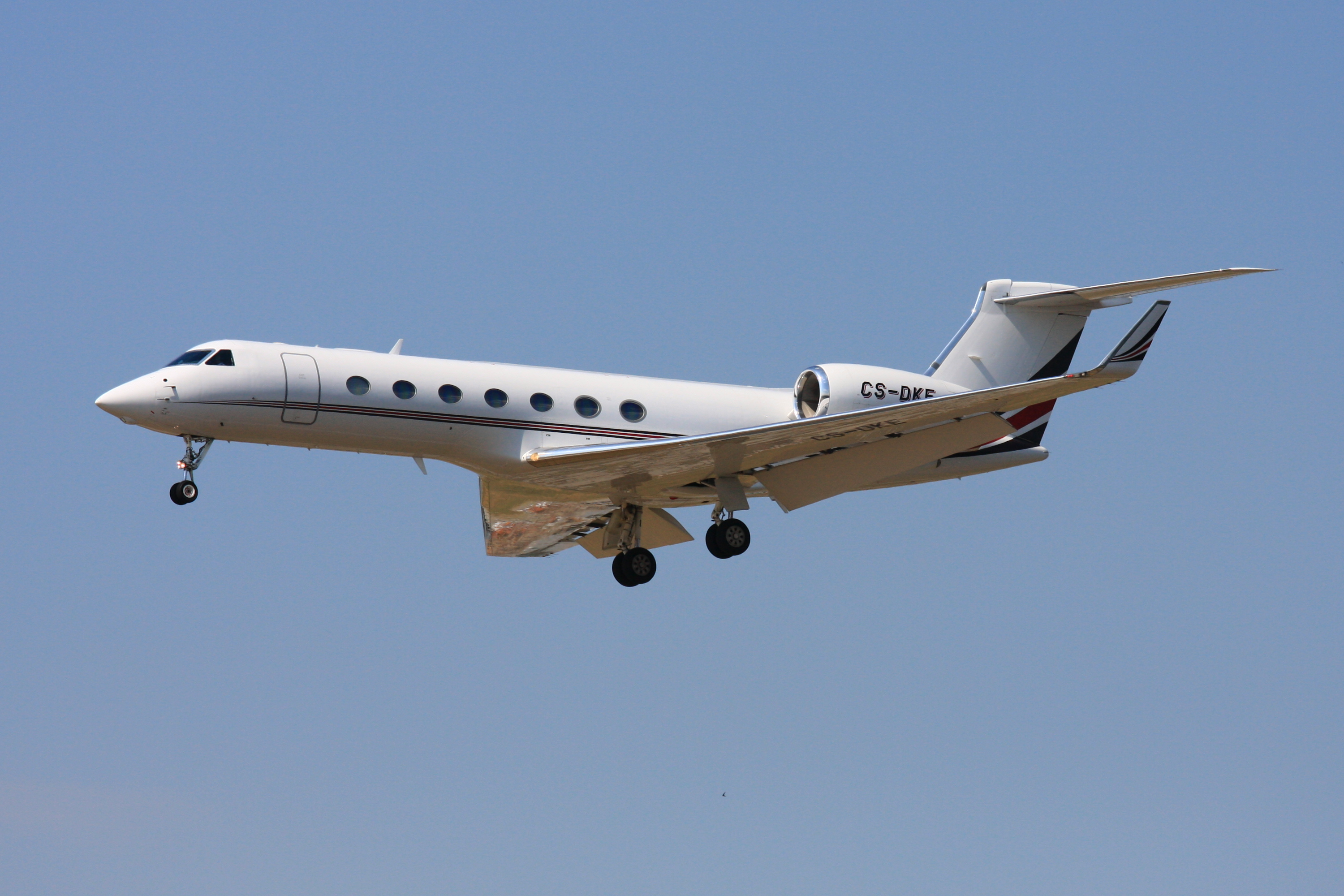
奈特傑航空的G550

由于其优异的性能，G550有许多公司、私人或者包机的用户。

### 政府使用

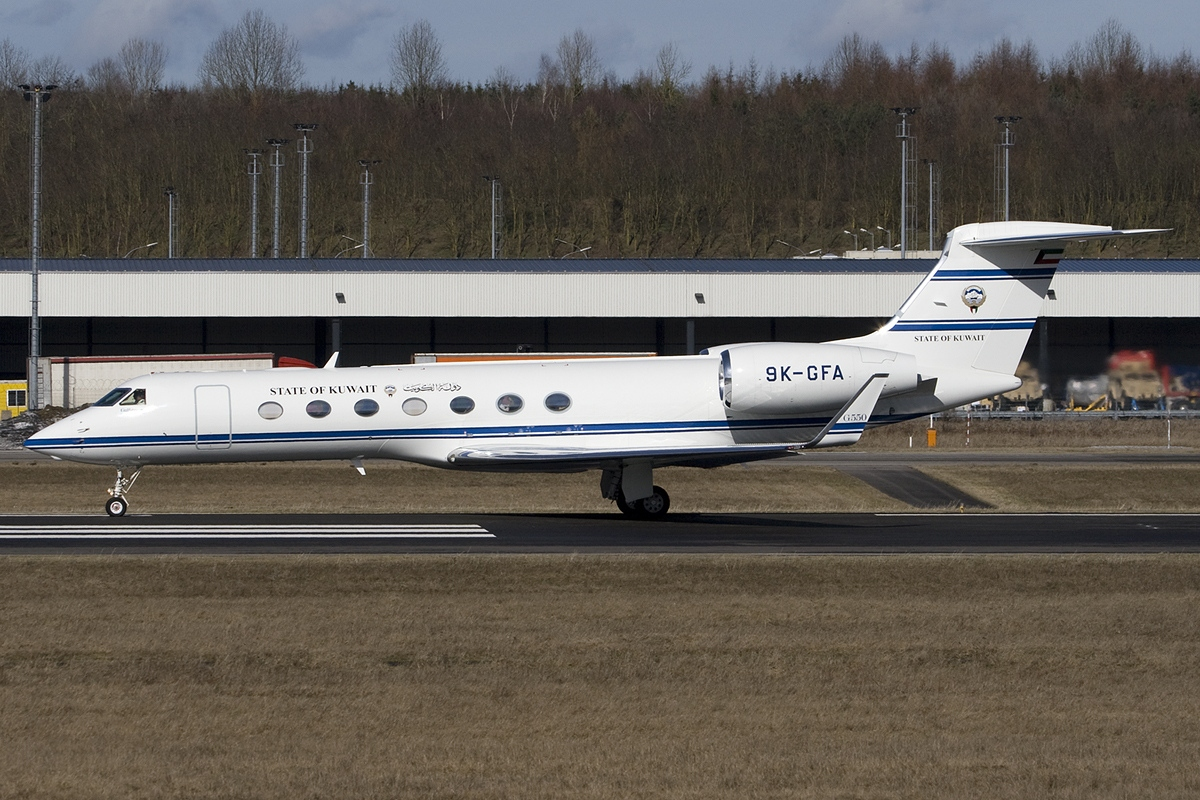
科威特政府的G550

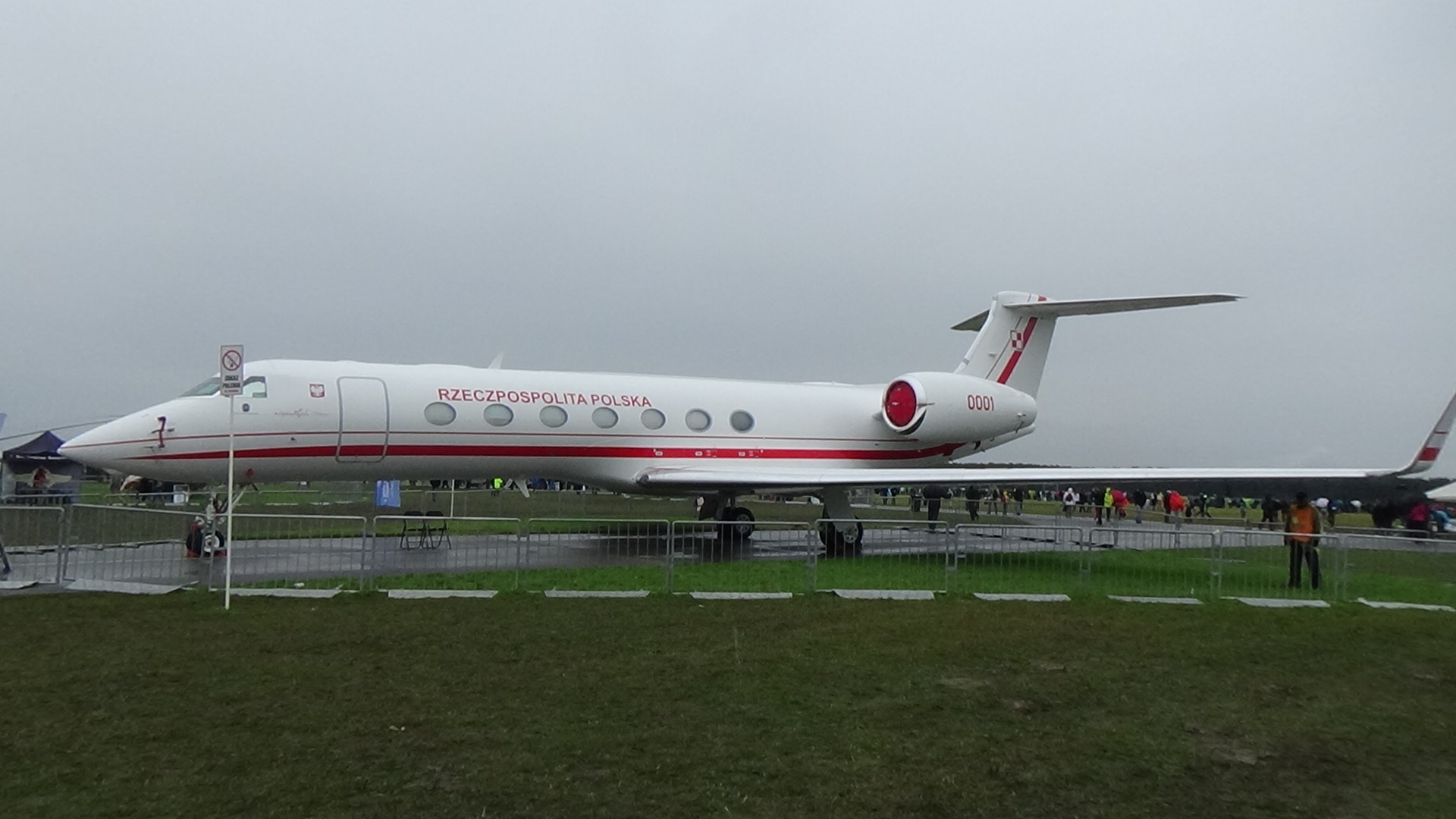
波蘭政府的G550

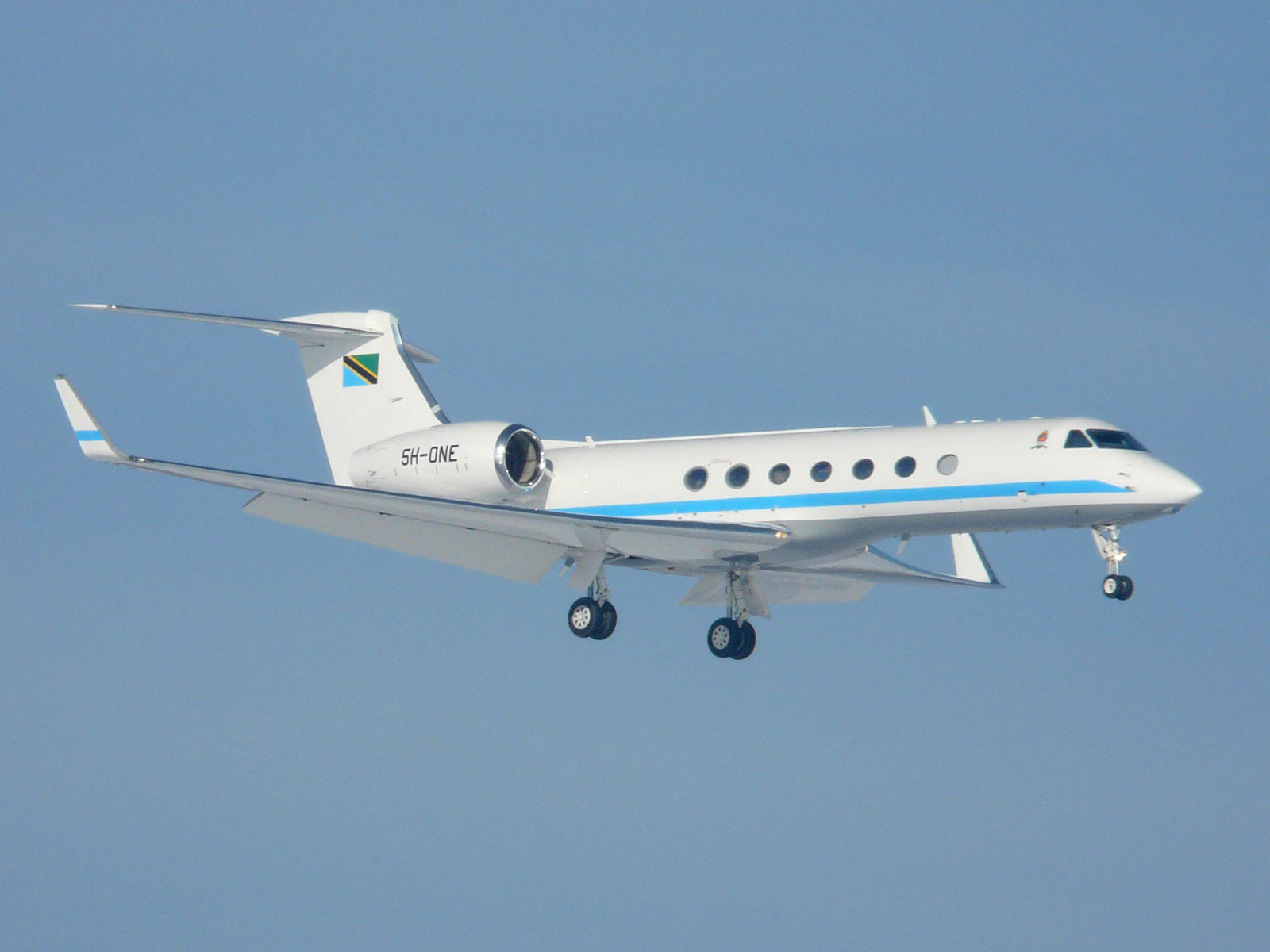
坦桑尼亚政府的G550在苏黎世机场降落

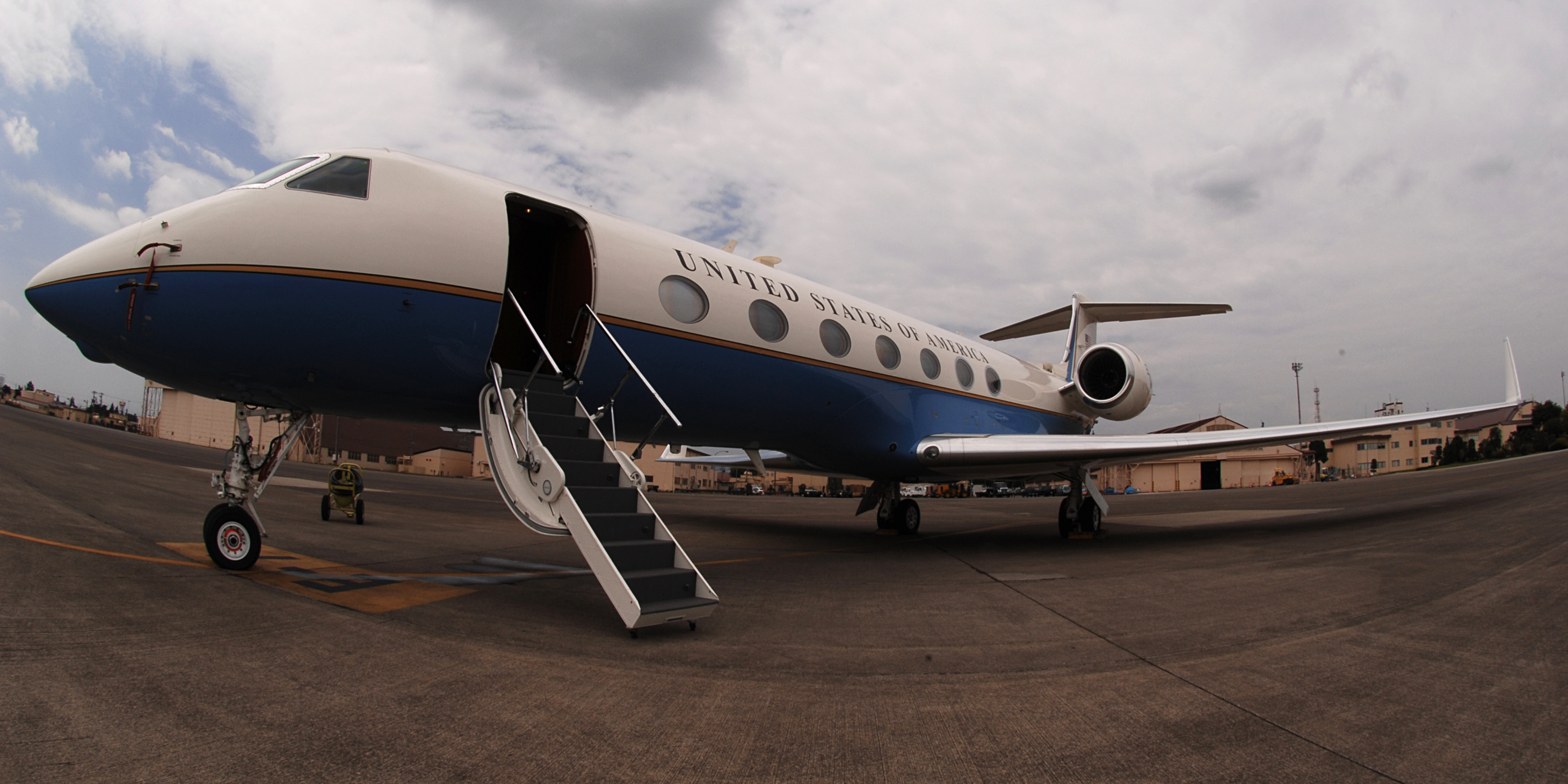
一架美军使用的C-37B在位于日本的横田空军基地

阿塞拜疆政府有一架湾流G550 4K-A106飞机用来接送重要人物。
 德国
德国航空航天中心的一架G550专门执行特殊任务，用来探测大气层。德国选择G550因为其最高飞行高度为15,000米，而且载重超过三吨。
 以色列
以色列空军配备G550来执行军事侦查任务。
 科威特
科威特有一架G550专门接送皇室成员。
 摩洛哥
摩洛哥空军有一架湾流G550飞机用来接送重要人物。
 波蘭
波兰空军有兩架灣流G550用以執行高階政府專員的接送任務。
 新加坡
新加坡空军（RSAF）同以色列空军一样，改装G550来执行空中預警機任務，配備EL／W-2085主動電子掃描陣列雷達。新加坡採購的4架改裝機在2008年交付，2010年正式服役。
 瑞典
瑞典空军的G550于2011年交付使用，用来接送皇室成员和首相。
 坦桑尼亚
坦桑尼亚政府有一架湾流G550用来接送重要人物。
 土耳其
土耳其有两架G550用来接送总理。
土耳其空军还有两架用来执行空中指挥任务。
 乌干达
乌干达政府2009年2月耗资4,800万美元用来替代2000年开始使用的湾流 IV公务机。原飞机于同年12月以1,000万美元的价格售出。
 美国
美国空军 – C-37B
一架G550用来接送VIP客户，或者在特殊情况下接送总统。
美国海军 – C-37B
拥有3架G550接送VIP客户。
美国陆军 – C-37B
于2005交付使用了一架G550。

## 參數與性能

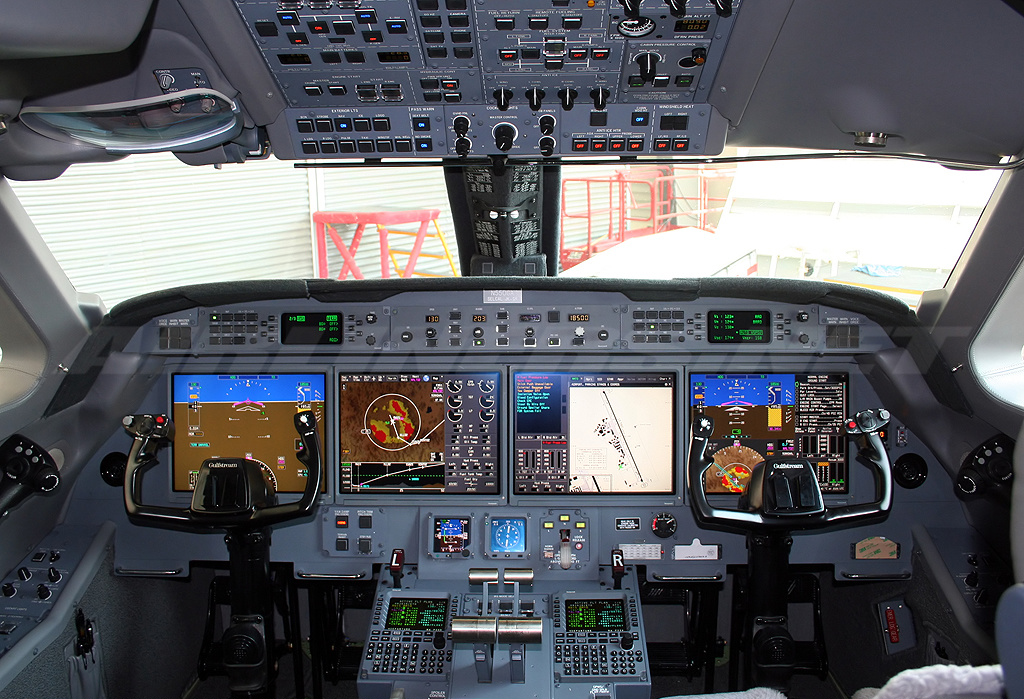
G550驾驶舱

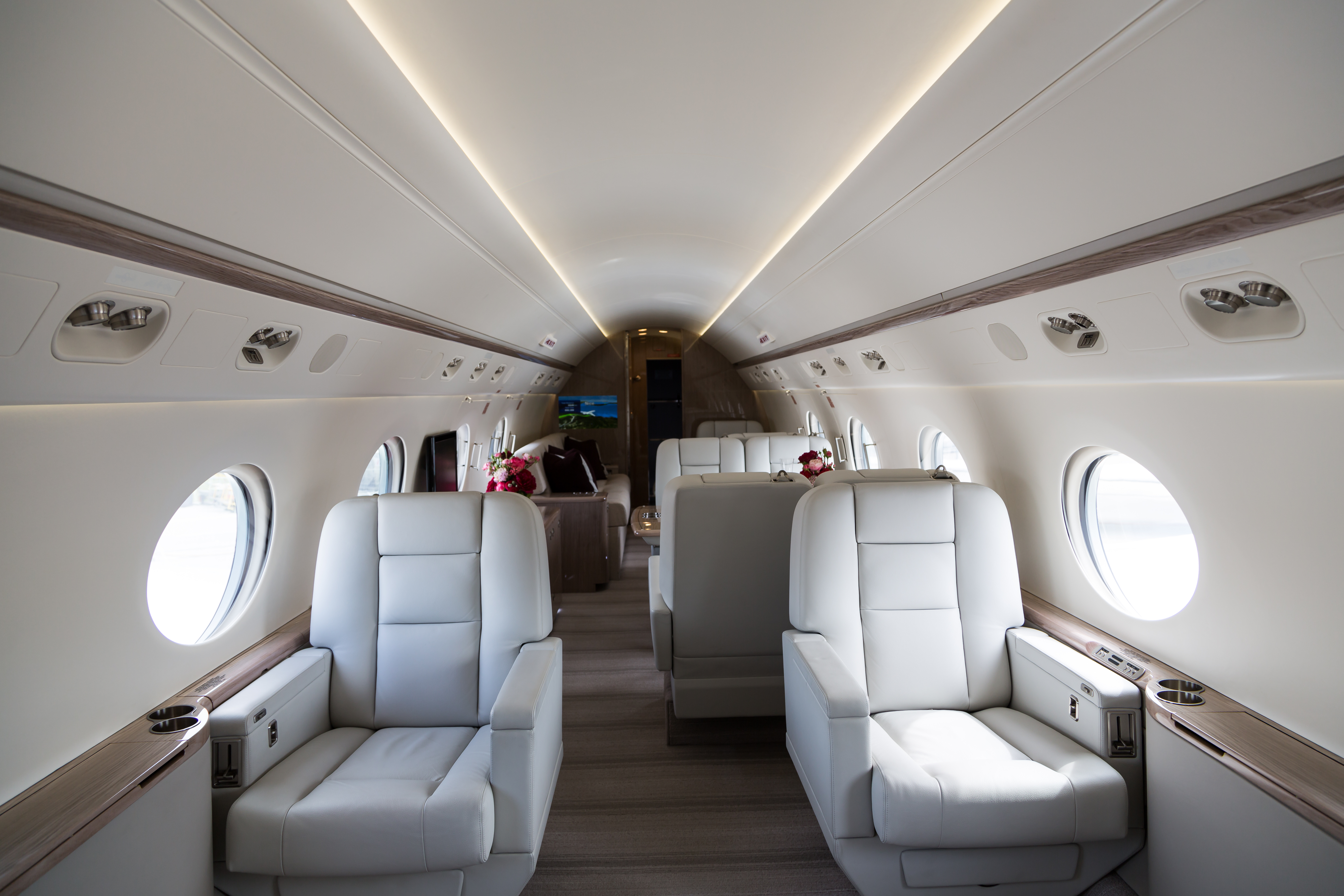
G550客舱

### 湾流 G500
基本規格
- 乘  員： 2員機師；0~2員 空服員
- 載客量： 14–19員 乘客

Gulfstream G500

- 長  度： 96 英呎 5 英吋（29.4 公尺）
- 翼  展： 93 英呎 6 英吋（28.5 公尺）
- 高  度： 25 英呎 10 英吋（7.9 公尺）
- 空載重量： 48,000 英磅（21,800 公斤）
- 滿載重量：54,500 英磅（24,700 公斤）
- 負載重量：6,500 英磅（2,950 公斤）
- 最大起飛重量：85,100 英磅（38,600 公斤）
- 發動機：2 × 勞斯萊斯BR710 渦輪發動機，15,385 lbf (68.44 kN) each
- Maximum Ramp Weight: 85,500 英磅 (38,800 公斤)
- 最大著陸重量：75,300 英磅 (34,200 公斤)
- 最大燃料重量：35,200 英磅 (16,000 公斤)
- Cabin dimensions: volume: 1,669 ft³ (47.3 m³), height: 6 ft 2 in (1.88 m), width: 7 ft 4 in (2.24 m)
- Baggage compartment volume: 226 ft³ (6.4 m³)

性能
- 最高速度： 0.885 馬赫 （585 英里，941 公里/時）
- 巡航速度： 0.85 馬赫（488 節, 562 英里, 904 公里/時）
- 航   程： 5,800海里（6,648 英里, 10,700 公里）
- 實用升限： 51,000 英呎（15,500 公尺）
- 起飛距離：5,150 英呎 (1,570 公尺)
- 降落距離：2,770 英呎 (880 公尺)